# Koticzak
Koticzak (Callorhinus) – rodzaj ssaków z rodziny uchatkowatych (Otariidae).

## Zasięg występowania
Rodzaj obejmuje jeden żyjący współcześnie gatunek występujący u wybrzeży północnego Pacyfiku.

## Morfologia
Długość ciała samic 150 cm, samców 210 cm; masa ciała samic 40–60 kg, samców 180–270 kg; długość ciała noworodków 60–65 cm przy masie 5,4–6 kg.

## Systematyka
Rodzaj zdefiniował w 1859 roku angielski zoolog John Edward Gray w artykule poświęconym uchatkom z wybrzeża Kalifornii opublikowanym na łamach Proceedings of the Zoological Society of London. Na gatunek typowy Gray wyznaczył (oznaczenie monotypowe) koticzaka niedźwiedziowatego (C. ursinus).

### Etymologia
- Otoes: gr. ωτωεις ōtōeis ‘uszaty’, od ους ous, ωτος ōtos ‘ucho’[12]. Gatunek typowy: Fischer wymienił dwa gatunki – Phoca ursina Linnaeus, 1758 i Phoca jubata von Schreber, 1776 – z których typem nomenklatorycznym jest Phoca ursina Linnaeus, 1758
- Callorhinus (Callirhinus, Callorhynchus): gr. καλλος kallos ‘piękno’, od καλος kalos ‘piękny’; ῥις rhis, ῥινος rhinos ‘nos, pysk’[13].
- Callotaria: gr. καλλος kallos ‘piękno’, od καλος kalos ‘piękny’; rodzaj Otaria Péron, 1816 (uchatka)[13].

### Podział systematyczny
Do rodzaju należy jeden występujący współcześnie gatunek: 
- Callorhinus ursinus (Linnaeus, 1758) – koticzak niedźwiedziowaty

Opisano również gatunek wymarły w plejstocenie:
- Callorhinus gilmorei Berta & Deméré, 1986[16]